# Bulbophyllum filifolium
Bulbophyllum filifolium là một loài phong lan thuộc chi Bulbophyllum.